# Robert Cooper (cầu thủ bóng đá)
Robert Cooper là một cầu thủ bóng đá người Anh thi đấu ở vị trí tiền đạo tầm xa. Ông thi đấu ở Football League cho Middlesbrough Ironopolis và Grimsby Town.